# Kopnena i vodena polutka
Kopnena i vodena polutka su Zemljine polutke koje sadrže najveće moguće ukupne površine kopna i oceana. Po definiciji (pod pretpostavkom da se cijela Zemljina površina može svrstati kao "kopno" ili "ocean") dvije se polutke ne preklapaju.
Kod određivanja polutka dolazi do malih razlika. Jedno određivanje za središte kopnene polutke navodi 47°13′N 1°32′W / 47.217°N 1.533°W (u gradu Nantesu, Francuska). Središte vodene polutke je antipod središta kopnene polutke, tj. 47°13′S 178°28′E / 47.217°S 178.467°E, u blizini novozelandskoga otočja Bounty u Tihome oceanu.
Drugo određivanje za središte kopnene polutke navodi 47°24′42″N 2°37′15″W / 47.411667°N 2.620833°W (Île Dumet, u blizini Saint-Nazairea, Francuska)

## Raspodjela geografskih obilježja
Kopnena polutka sadrži većinu Zemljinoga kopna (80,1%), uključujući Europu, Afriku, Sjevernu Ameriku, gotov čitavu Aziju i većina Južne Amerike. Međutim, čak i na sjevernoj polutki, udio oceana je veći od udjela kopna (oko 53% kopnene polutki čini ocean, a oko 47% kopno). Kopnena polutka gotovo je jednaka polutki koja sadrži najveće ljudsko stanovništvo. Kopnena polutka sadrži većinu Zemljinih unutarnjih voda, uključujući Kaspijsko jezero, Sjevernoamerička velika jezera, Afrička velika jezera i Bajkalsko jezero.
Vodena polutka sadrži oko jednu osminu Zemljinoga kopna, uključujući Australiju, Novi Zeland, Havaje, Primorsku Jugoistočnu Aziju, Južni konus Južne Amerike. Antarktika je isključivo dio vodene polutke. Neki izvori dalje dijele zemljište na  „suhu zemlju“ i  „ledenu kapu“. Antarktika opskrbljiva vodenu polutku s većinom Zemljinoga leda. 
Većina Tihoga i Indijskoga oceana i čitavi Južni ocean su dijelovi vodene polutke. Proporcionalno, vodenu polutku otprilike čini 89% voda (gotovo sve se odnosi na Svjetsko more, 6% suha zemlja i 5% polarne ledene kape.
Tablica Alphonsea Bergeta koja je ispod prikazana, sadrži površine kopnene i vodene polutke.
| Kontinent                         | Površina na kopnenoj polutki (km²) | Površina na vodenoj polutki (km2) |
| --------------------------------- | ---------------------------------- | --------------------------------- |
| Afrika                            | 29.818.400                         | 0                                 |
| Amerike                           | 34.955.670                         | 3.391.010                         |
| Antarktika                        | 0                                  | 13.120.000                        |
| Azija                             | 40.897.241                         | 3.245.649                         |
| Oceanija                          | 0                                  | 8.958.630                         |
| Europa                            | 9.732.250                          | 0                                 |
| Sveukupna površina unutar polutke | 115.403.561 (80,1%)                | 28.715.289 (19,9%)                |